# Francesca Woodman
Pour les articles homonymes, voir Woodman.
Francesca Woodman née le 3 avril 1958 à Denver (Colorado) et morte le 19 janvier 1981 à New York (État de New York) est une photographe américaine.

## Biographie
Francesca Woodman est née à Denver de parents artistes : son père, George Woodman (en), est d'une famille protestante et sa mère Elizabeth Abrahams est d'origine juive.
De 1963 à 1971, elle fréquente l'école publique de Boulder. Avec ses parents, qui avaient acheté une propriété à Antella près de Florence, elle passe de nombreux étés en Italie. En 1972, elle part pour Andover, Massachusetts, et intègre la Abbot Academy (en), une école privée, où elle commence à étudier et à s'exercer à la photographie en tant qu'art, sous l'influence de son professeur Wendy Snyder Mac Neil. Elle poursuit dans cette voie artistique et intègre la Phillips Academy en 1973.
En 1975, elle décide de finir ses études à la Boulder High School, d'où elle sort diplômée en juin. En septembre de la même année, elle entre à la Rhode Island School of Design de Providence. Elle y obtient une bourse d'études qui lui permet de passer un an à Rome en 1977-1978. Parlant couramment italien, elle se lie d'amitié avec des intellectuels et artistes italiens. 
Elle présente sa première exposition personnelle à Rome à la librairie-galerie Maldoror en mars 1978 et finit sa scolarité à Rhode Island en obtenant son diplôme fin 1978.
Elle se suicide le 19 janvier 1981 en se défenestrant de son appartement new-yorkais de l'East Side. Son père émet l'hypothèse qu'elle se serait suicidée parce qu'elle n'aurait pas obtenu une bourse de la National Endowment for the Arts.[citation nécessaire]
Malgré la brièveté de sa carrière[pertinence contestée], son œuvre, qui compte environ 800 clichés, connaît un succès posthume et influence la création photographique contemporaine.

## Œuvre
Elle s'installe à New York en 1979 pour y « faire une carrière de photographe ».  
À la fin de l'année 1980, elle fait une dépression du fait de l'insuccès que rencontre son travail et à la suite d'une rupture sentimentale. Elle réchappe d'une tentative de suicide à l'automne 1980, après laquelle elle va vivre chez ses parents à Manhattan.
En janvier 1981 paraît son premier livre, Some Disordered Interior Geometries, il ne comporte quasiment que des photographies d'elle en autoportraits morcelés.
La majorité de ses tirages met en scène son corps, partiellement nu, dans des environnements énigmatiques, souvent des lieux inhabités, au point qu'elle prend l'apparence d'un fantôme.

## Collections
Les œuvres de l’artiste sont conservées dans les collections de musées internationaux, notamment la Tate Modern à Londres et le Metropolitan Museum of Art à New York. 

## Expositions

### Anthumes
- 1976 : Addison Gallery of American Art, Andover, octobre.
- 1978 : Libreria Maldoror, Rome, 20-30 mars.
- 1979 : Swan Song, Woods-Gerry Gallery, Rhode Island School of Design, Providence, 16-22 novembre.

### Posthumes
- 1986-1988 : Photographic Work, itinérance aux États-Unis : Hunter College Art Gallery, New York, 13 février-14 mars ; Wellesley College Museum, Wellesley, 9 avril-8 juin ; University of Colorado Fine Arts Gallery, Boulder, 2 février 1987-15 mars 1987 ; UCI Fine Arts Gallery, University of California, Irvine, 2 avril-2 mai 1987 ; Krannet Art Museum, Champaign, Illinois, 25 janvier-6 mars 1988 (cat. d'exposition).
- 1989-1990 : Photographic Work, Institute of Contempory Art, Philadelphie, 14 décembre 1989-28 janvier 1990.
- 1992-1993 : Photographische Arbeiten, itinérance : Shedhalle, Zurich, 31 mai-26 juillet ; Westfälischer Kunstverein, Münster, 18 septembre-25 octobre ; Kulturhuset, Stockholm, 4 décembre 1992-7 février 1993 ; DAAD Galerie, Berlin, 8 mai 1993-13 juin 1993 ; Galleri F15 Alby, Moss (Norvège), 7 août 1993-3 octobre 1993 (cat. d'exposition).
- 1994-1995 : Pace Wildenstein MacGill, New York, 2 décembre 1994-15 janvier 1995.
- 1995-1996 : Casetti Galleria Liberia, 6 décembre 1995-fin juin 1996.
- 1996-1997 : Galleria Civica, Modène, 24 novembre 1996-9 février 1997 (cat. d'exposition).
- 1998 : L'artiste et la représentation de soi : Francesca Woodman, Rencontres d'Arles.
- 2016 : Francesca Woodman on being an angel[6], Fondation Henri Cartier-Bresson, Paris, 11 mai-31 juillet.

## Publications

### Années 1980
- Some Disordered Interior Geometries, Francesca Woodman, Daniel Tucker Ed., Synapse Press, Philadelphie, 1981.
- Francesca Woodman, Photographic Work[7], Wellesley College Museum (Wellesley) & Hunter College Art Gallery (New York), 1986, textes de Ann Gabhart, Rosalind Krauss, Abigail Solomon-Godeau.

### Années 1990
- Francesca Woodman, Photographische Arbeiten / Photographic Works, catalogue[7] allemand/anglais, Shedhalle (Zurich) & Westfälisher Kunstverein (Münster), 1992, textes de Kathrin Hixon, Harm Lux.
- Francesca Woodman[7], Galleria Civica, Modène, 1996, texte de Jen Budney.
- Francesca Woodman[7],[8], Fondation Cartier pour l'art contemporain, Philippe Sollers, David Levi-Strauss, Élisabeth Janus, et al., Actes Sud, 1998  (ISBN 2-7427-1803-6).

### Années 2000
- Francesca Woodman, Chris Townsend, Phaidon, 2006  (ISBN 0-7148-4430-6).

### Années 2010
- Francesca Woodman, Corey Keller, Julia Bryan-Wilson, Jennifer Blessing, 2011, 224 p.  (ISBN 1935202669).
- Francesca Woodman : Devenir un ange[7],[6],[9], Anna Tellgren, Anna-Karin Palm, George Woodman, Agnès Sire (préface), éditions Xavier Barral, 2016, 232 p.  (ISBN 978-2-36511-096-9).

### Articles
- Roberta Valtorta, « Francesca Woodman », Progresso Fotografico, no 10, Milan, octobre 1976.
- Andy Grundberg, « GoingSoft », Soho News, no 31, Londres, 30 avril-6 mai 1980.
- Abigail Solomon-Godeau, « Our Bodies, our Icons », Vogue, New York, février 1986.
- Michael Brenson, « Francesca Woodman: Photographic Work », in The New York Times, New York, 7 mars 1986.
- Mary Ellen Haus, « Francesca Woodman », Art News, New York, no 1, avril 1986.
- Robert C. Morgan, « Francesca Woodman: Photographic Work », CEPA Quarterly, vol. 2, no 1, Buffalo, New York, automne 1986.
- Lorraine Kenny, « Problem Sets: The Canonization of Francesca Woodman », Afterimage, no 4, New York, novembre 1986 ; voir « Letters », Afterimage, no 5, New York, décembre 1986.
- Reed Glenn, « The Flowering of Francesca Woodman, A Young Photographer's Tragic Life Blooms Again in her Heart », Sunday Camera, Boulder, 15 février 1987.
- Sylvia Wolf, « A Promise Cut Short », Art Week, vol. 18, no 16, Oakland, 25 avril 1987.
- Antomarini Brunella, « Francesca Woodman », Parket, no 16, Zurich, janvier 1988.
- Collectif, « Photographs by Francesca Woodman », Frontiers, A Journal of Women's Studies, vd. X, no 1, New York, 1988.
- Stephen Perloff, « Four Snapshots », The Photo Review, vol. 12, no 4, Langhorne, PA, automne 1989.
- Margaret Sundell, « Vanishing Point: The Photography of Francesca Woodman », in catalogue, Inside the Visible, the MIT Press, Cambridge, Mass., Londres, 1989.
- Charles Hagen, « Francesca Woodman », The New York Times, New York, 10 décembre 1993.
- Bernard Lamarche-Vadel, « Francesca Woodman », Vis à vis, no 15, Paris, printemps 1994.
- Faye Hirsh, « Old Geometry: The Photographs of Francesca Woodman », The Print Collector's Newsletter, vol. XXV, no 2, New York, mai-juin 1994.
- Betsy Berne, « Francesca Woodman Remembered », Open City, no 3, New York, 1995.
- Anne Bertrand, « Comète », Limelight, hors-série, Strasbourg, juin 1997.
- Caroline Mallet, « Œuvre fulgurante », Réponses Photo, no 291, juin 2016, pp. 94-95.